# Clem Burke
Clem Burke, właśc. Clement Anthony Bozewski (ur. 24 listopada 1954 w Bayonne, zm. 6 kwietnia 2025) – amerykański perkusista, jeden z pierwszych członków punk-rockowego zespołu Blondie.

## Życiorys
Po nieudanych występach u boku Patti Smith, w 1975 r. dołączył do Blondie, gdzie szybko stał się jednym z filarów po wokalistce Debbie Harry w zespole. Na przełomie lat 80. i 90., kiedy zespół Blondie zaczął się rozpadać, Burke przez krótki okres należał do grupy Ramones, później grywał w The Romantics, w której regularnie grywał w latach 1990–2004. Współpracował również m.in. z takimi artystami jak Pete Townshend, Bob Dylan, Eurythmics, The Tourists, Dramarama, The Fleshtones, Iggy Pop czy Joan Jett. W 2006 r. został wraz z Blondie umieszczony w Rock and Roll Hall of Fame.
Brytyjskie uczelnie – University of Gloucestershire (2011) i University of Chichester (2022) – nadały mu tytuł doktora honoris causa.
Zmarł w 2025 r. w wyniku choroby nowotworowej.